# Unión Deportiva Atios
La Unión Deportiva Atios es un equipo de fútbol español de la parroquia de Atios, en el municipio gallego de Porriño, provincia de Pontevedra. Fue fundado el 4 de agosto de 1969 y milita en la temporada 2020-21 en el Grupo I de la Tercera División de España.

## Historia
En la década de 1950 se jugaba al fútbol en los espacios públicos, como las vías de paso, el campo de la iglesia o el campo anexo de la vieja escuela, que tenía un gran desnivel. Solían jugar los de la zona alta de la parroquia contra los de la zona baja.
La finales de 1969 se celebró un torneo con los dos equipos de Atios (el Estrella Roja y el Deportivo) con los equipos del entorno. El 29 de marzo del 1970 no llegó a disputarse un encuentro entre los dos equipos de Atios, llegando a un acuerdo para que los puntos los sumara el Deportivo para alcanzar el campeonato, finalizando tercero el Estrella Roja. Pasados unos días se celebró una cena de confraternidad entre los dos clubes, donde se propuso la fusión y la creación de un equipo federado.
El primer presidente de la Unión Deportiva Atios fue Manuel Casales Casales, impulsor de la fusión de los equipos de la parroquia y otros del entorno como Budiño o Perros.
En la temporada 1975-76, con Serafín Oya Davila en la presidencia, el equipo alcanzó el ascenso a Segunda Regional. En la temporada 1993-94, poco antes del 25º aniversario, se alcanzó el ascenso a Primera Regional, con Manuel Rodríguez (Frito) como presidente. Ya en la temporada 1996-97 se logró el ascenso a Regional Preferente con Pablo Mouriño Lago en la presidencia.
En la temporada 2001-02 el club pasó por una mala situación, y asumió la presidencia Ramón Porto Oya. Se alcanzó el segundo ascenso a Primera Regional, y se iniciaron las negociaciones para la creación de un nuevo campo de fútbol en el centro de la parroquia. El campo do Carballo se inauguró durante la temporada 2007-08, en relevo del antiguo campo de Cataboi. Esto sirvió para crear nuevos equipos en categorías inferiores.
En la temporada 2009-10, la falta de seis jornadas para finalizar la liga, se alcanzó el tercero ascenso a Preferente. En la temporada 2011-12 se llegó a la final de la Copa Diputación de Pontevedra, perdiendo en los penaltis. Desde el año 2016 dirige la entidad José Cebreiro, y en la campaña 2017/18, el equipo acaba la liga tercero, sin lograr el ascenso a Tercera División en el último partido, en el que empata a cero ante el líder, la UD Ourense.
Tras una temporada 2018/19 finalizada en la que volverían a quedar terceros, pero esta vez sin posibilidades de ascender desde hacía ya varias jornadas, llegaría la campaña 2019/20, en la que por culpa de la crisis del Covid-19, el club quedaría segundo en liga en el momento del parón y, ya que las categorías por debajo de Segunda División no se continuaron, la Unión Deportiva Atios ascendería por primera vez a Tercera División en una temporada histórica para el club.

## Estadio
El equipo juega sus partidos como local en el Campo do Carballo.

## Datos del club
- Temporadas en 1.ª: 0
- Temporadas en 2.ª: 0
- Temporadas en 2ªB: 0
- Temporadas en 3.ª: 1
- Temporadas en Preferente: 16
- Temporadas en 1ª Galicia: 9
- Temporadas en 2ª Galicia: 21
- Temporadas en 3ª Galicia: 7

### Historial por temporadas
| Temporada | Nivel | Categoría     |
| --------- | ----- | ------------- |
| 1969/70   | 7     | 3º Autonómica |
| 1970/71   | 7     | 3º Autonómica |
| 1971/72   | 7     | 3º Autonómica |
| 1972/73   | 7     | 3º Autonómica |
| 1973/74   | 7     | 3º Autonómica |
| 1974/75   | 7     | 3º Autonómica |
| 1975/76   | 7     | 3º Autonómica |
| 1976/77   | 6     | 2ª Autonómica |
| 1977/78   | 7     | 2ª Autonómica |
| 1978/79   | 7     | 2ª Autonómica |
| 1979/80   | 7     | 2ª Autonómica |
| 1980/81   | 7     | 2ª Autonómica |
| 1981/82   | 7     | 2ª Autonómica |
| 1982/83   | 7     | 2ª Autonómica |
| 1983/84   | 7     | 2ª Autonómica |
| 1985/86   | 7     | 2ª Autonómica |
| 1986/87   | 7     | 2ª Autonómica |
| 1987/88   | 7     | 2ª Autonómica |
| 1988/89   | 7     | 2ª Autonómica |
| 1989/90   | 7     | 2ª Autonómica |
| 1990/91   | 7     | 2ª Autonómica |
| 1991/92   | 7     | 2ª Autonómica |
| 1992/93   | 7     | 2ª Autonómica |
| 1993/94   | 7     | 2ª Autonómica |
| 1994/95   | 6     | 1ª Autonómica |
| 1995/96   | 6     | 1ª Autonómica |
| 1996/97   | 6     | 1ª Autonómica |
| 1997/98   | 5     | Preferente    |
| 1998/99   | 5     | Preferente    |
| 1999/00   | 5     | Preferente    |

| Temporada | Nivel | Categoría     | Puesto |
| --------- | ----- | ------------- | ------ |
| 2000/01   | 5     | Preferente    | 19º    |
| 2001/02   | 6     | 1ª Autonómica | 16º    |
| 2002/03   | 7     | 2ª Autonómica | 3º     |
| 2003/04   | 7     | 2ª Autonómica | 6º     |
| 2004/05   | 7     | 2ª Autonómica | 1º     |
| 2005/06   | 6     | 1ª Autonómica | 7º     |
| 2006/07   | 6     | 1ª Autonómica | 4º     |
| 2007/08   | 6     | 1ª Autonómica | 9º     |
| 2008/09   | 6     | 1ª Autonómica | 5º     |
| 2009/10   | 6     | 1ª Autonómica | 2º     |
| 2010/11   | 5     | Preferente    | 15º    |

| Temporada | Nivel | Categoría  | Puesto |
| --------- | ----- | ---------- | ------ |
| 2011/12   | 5     | Preferente | 8º     |
| 2012/13   | 5     | Preferente | 9º     |
| 2013/14   | 5     | Preferente | 17º    |
| 2014/15   | 5     | Preferente | 11º    |
| 2015/16   | 5     | Preferente | 5º     |
| 2016/17   | 5     | Preferente | 12º    |
| 2017/18   | 5     | Preferente | 3º     |
| 2018/19   | 5     | Preferente | 3º     |
| 2019/20   | 5     | Preferente | 2º     |
| 2020/21   | 4     | 3ª         | 11º    |
| 2021/22   | 6     | Preferente | 5º     |